# Reguła dźwigni

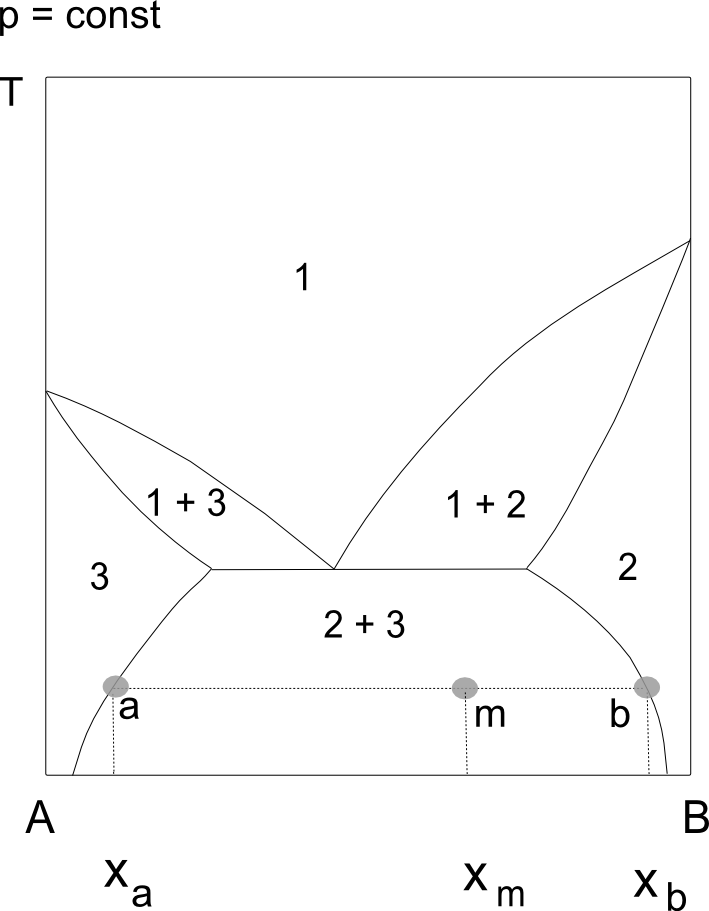
Reguła dźwigni na wykresie fazowym
m – mieszanina dwóch faz, punkt podparcia dźwigni, a i b – fazy, z których składa się mieszanina, współistniejące w ustalonej temperaturze (T), am i mb – ramiona dźwigni, odcinki o długościach wyrażanych jako różnica stężeń x składnika B

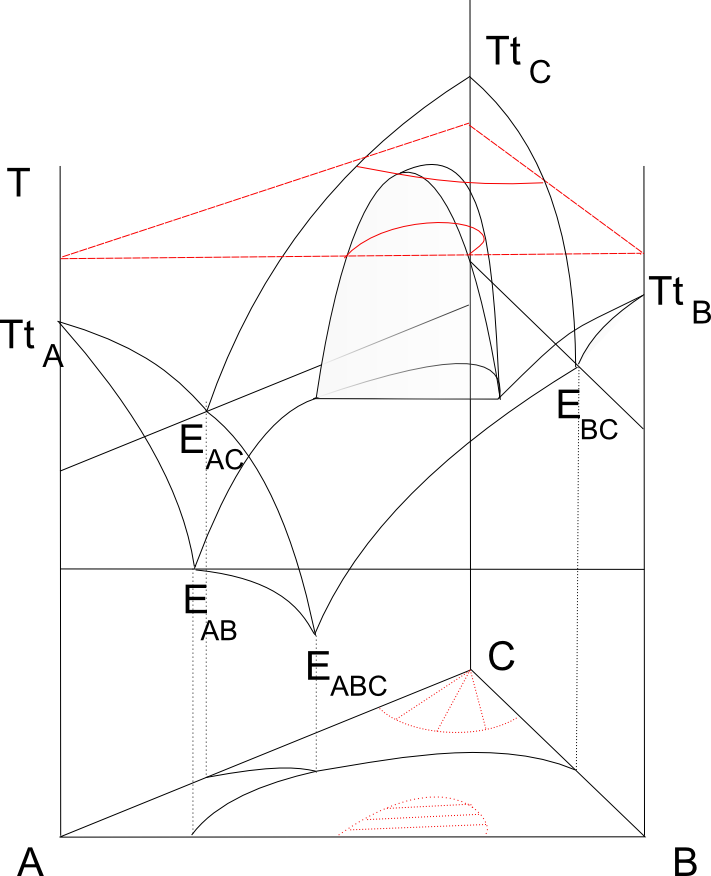
Równowaga faz w układzie trójskładnikowym A-B-C
T – temperatura, p = const; na bokach trójkąta Gibbsa - udziały (x) składników w odpowiednich układach dwuskładnikowych.
O składzie i ilościach faz w układach trójskładnikowych informuje reguła dźwigni, którą tworzą cięciwy równowagi, przecinające obszary dwufazowe na przekrojach izotermicznych

Reguła dźwigni – zasada interpretacji wykresów fazowych, umożliwiająca określanie udziałów dwóch faz znajdujących się w stanie równowagi w obszarach współistnienia. Użycie pojęcia "dźwignia" wskazuje analogię do klasycznej dźwigni – podstawowej maszyny prostej, która znajduje się w równowadze mechanicznej, gdy są sobie równe iloczyny siły (F) przez długość ramienia (r). 
Opisując równowagę termodynamiczną w układzie dwufazowym porównuje się iloczyny ilości współistniejących faz przez odległości punktu opisującego skład układu od granic obszaru współistnienia. Dla obu faz miarą długości "ramienia dźwigni termodynamicznej" jest różnica między stężeniami składników, określanymi dla fazy i całego układu. Na wykresach fazowych dla warunków izobarycznych (p = const), ramionami dźwigni są odcinki izotermy, łączące punkt opisujący skład mieszaniny ("punkt podparcia dźwigni") z punktami wyznaczonymi na liniach stężeń granicznych ("punkty zaczepienia sił" F). 
Reguła jest konsekwencją bilansu masy.
Przykład
Bilans masy składnika mieszaniny dwuskładnikowej, występującego w dwóch fazach a i b, które znajdują się w stanie termodynamicznej równowagi w mieszaninie m:
Mm·xm = (Ma + Mb )·xm = Ma·xa + Mb·xb
Ma·(xm - xa) = Mb·(xb - xm)
Ma : Mb = (xb - xm) : (xm - xa)
Symbole:
x – udziały masowe składnika, 
M – masy faz i mieszaniny; Ma, Mb; Mm
Analogiczny bilans masy można sporządzić w odniesieniu do równowagi dwóch faz w układzie trójskładnikowym. Na wykresach, sporządzanych dla warunków izotermiczno–izobarycznych, ilości faz granicznych wyznacza się na podstawie odpowiedniego stosunku odcinków cięciwy równowagi, przechodzącej przez punkt opisujący skład mieszaniny faz.